# 心のままに/くず星
「心のままに/くず星」（こころのままに/くずぼし）は、ゆず通算8枚目のシングル。1999年11月25日に発売。発売元はセーニャ・アンド・カンパニー。

## 解説
ゆずにとって、初めての両A面シングル。初回限定盤と通常盤の2形態での発売で、初回盤にはステッカーが封入されていた。

## 収録曲
| 全編曲: 寺岡呼人&ゆず。 |                |           |           |       |
| #                       | タイトル       | 作詞      | 作曲      | 時間  |
| 1.                      | 「心のままに」 | 北川悠仁  | 北川悠仁  | 4:18  |
| 2.                      | 「くず星」     | 岩沢厚治  | 岩沢厚治  | 5:21  |
| 3.                      | 「ジャニス」   | 北川悠仁  | 北川悠仁  | 4:57  |
| 4.                      | 「おやすみ」   | 岩沢厚治  | 岩沢厚治  | 4:39  |
| 合計時間:               | 合計時間:      | 合計時間: | 合計時間: | 19:15 |

## 楽曲解説
1. 心のままに
  - フジテレビ系『力の限りゴーゴゴー!!』テーマソング。
  - 本来は2枚目のオリジナルアルバム『ゆずえん』（1999年10月14日発売）に収録されるはずで、1999年2月にレコーディングされた。
  - 路上時代から存在する曲。路上後期のさまざまなことが目まぐるしく変わっていく様子に戸惑っていた時に書いた曲。
2. くず星
  - フジテレビ系『恋愛観察バラエティ あいのり』イメージソング。テーマソングもゆずが、「始まりの場所」という曲で担当している。（『ゆずえん』収録曲）。
  - 路上時代から存在する曲。
3. ジャニス
  - 「ジャニス」とは、当時北川が影響を受けていたという、アメリカ出身の歌手、ジャニス・ジョプリンのこと。楽曲中に「君はジャニスみたいだ」と例えで登場する。
  - 2000年夏に大阪・横浜で行われた「ゆずスタジアムツアー 満員音（楽）礼 〜熱闘! Bomb踊り」では、陽が沈んだ頃にスタンドの照明が一斉に消灯されて歌われた。その模様は発売中のDVDで視聴可能。
  - なお、2007年のツアー「10周年感謝祭 ゆずのね 〜名前の由来は聞かないで〜」では、久しぶりに歌われた公演がある[いつ?]。
4. おやすみ

## 収録作品
- 心のままに
  - トビラ
  - Home 1997-2000
  - 歌時記 〜ふたりのビッグ（エッグ）ショー篇〜 （ライブ音源）
  - ゆずのみ〜拍手喝祭〜 日替わり全曲集+1 （ライブ音源）
- くず星
  - 歌時記 〜ふたりのビッグ（エッグ）ショー篇〜 （ライブ音源）
  - ゆずのみ〜拍手喝祭〜 日替わり全曲集+1 （ライブ音源）
- ジャニス
  - 二人参客 2015.8.16〜黄色の日〜 （ライブ音源）
- おやすみ
※アルバム未収録